# Le Gaulois (1857-1861)
Pour les articles homonymes, voir Gaulois et Le Gaulois.
Le Gaulois est un journal satirique publié en France entre 1857 et 1861.

## Histoire
Lancé le 10 novembre 1857, Le Gaulois a plusieurs fois changé de format, de prix et de direction au cours de ses quatre années d'existence. Illustré à partir du 13 février 1858, il devient définitivement hebdomadaire le 28 mars de la même année.

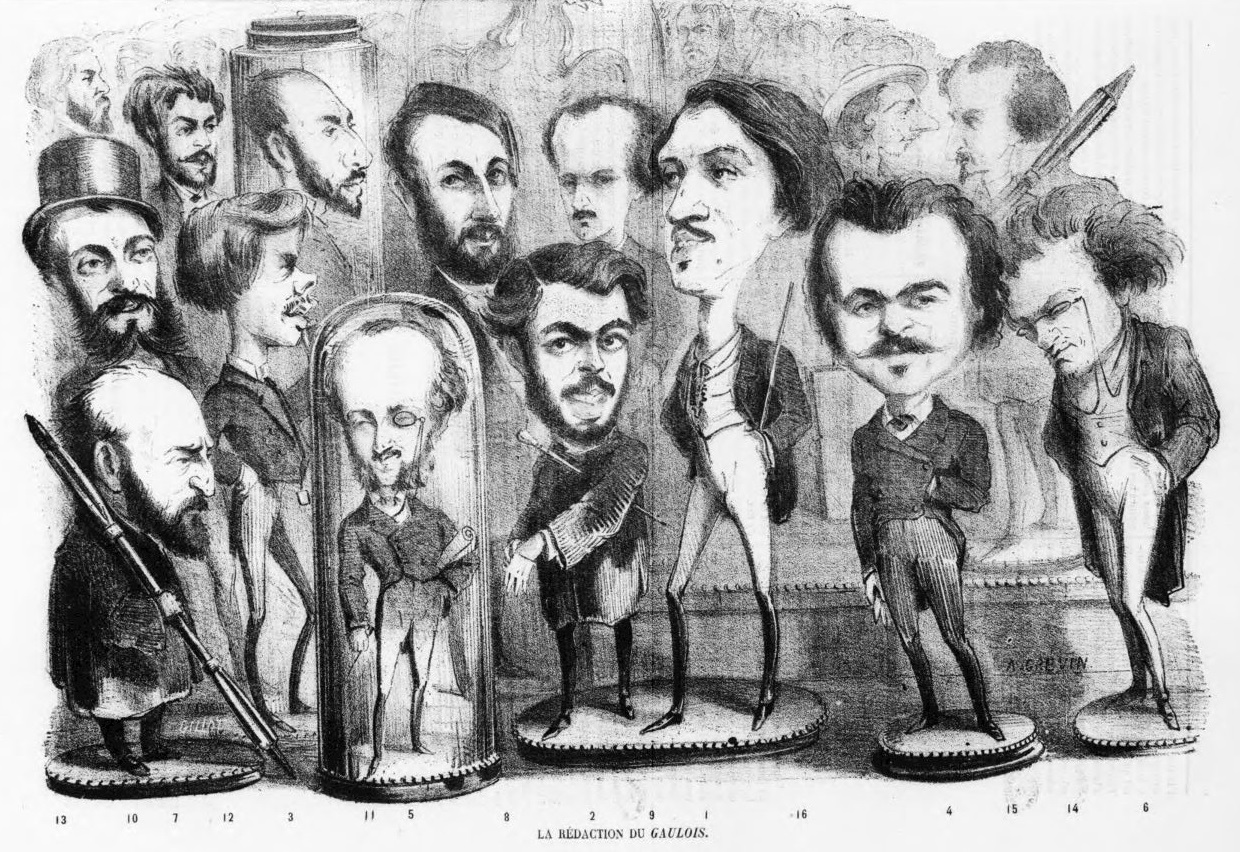
La rédaction du Gaulois, par Grévin (Le Gaulois, 4 juillet 1858). Au premier plan, de gauche à droite : Paul Dumoulin, (sous cloche),,, Tony Révillon et Charles Joliet. Au second plan, de gauche à droite : Ferdinand Pouyadou (chapeau), Charles Bataille, E. Guillot et (au centre). Troisième plan, à gauche :, Sauveur Galéaz et Antonio (en bocal). Troisième plan, à droite : Paul Hadol et Étienne Carjat. En arrière-plan, derrière Louveau : Alfred Grévin.

Les fondateurs, premiers directeurs et rédacteurs en chef du Gaulois sont Charles Dell'Bricht, pseudonyme de Camille Delvaille, et Eugène Varner, pseudonyme de Charles Louveau (d),. Le 12 août 1858, Delvaille, qui sort quelque peu éreinté d'un procès contre les acteurs Goby et Deburau, cède sa place de rédacteur en chef à Paul Raymond-Signouret (d). Désormais, seul Louveau-Varner est mentionné en tant que directeur dans l'ours du journal. Son pseudonyme n'y figure plus après le 10 octobre 1858, mais il assure toujours ces fonctions après cette date, de même que Delvaille-Dell'Bricht.
À l'instar du Figaro, Le Gaulois organise de grands dîners auxquels sont conviés ses collaborateurs et leurs confrères. Le premier d'entre eux a lieu le 1er février 1858.
Au printemps 1859, le Gaulois se vend mal et essuie d'importantes pertes financières, car le public parisien délaisse les feuilles littéraires et satiriques au profit des journaux politiques qui relatent les prémices de la guerre d'Italie. La publication s’interrompt par conséquent pendant près d'un mois, entre le numéro du 8 mai et celui du 5 juin. Peu de temps après sa reparution, le Gaulois absorbe Le Diable à Paris. Publié sans dessin sous la direction de Charles de Lorbac (d) jusqu'au 17 juillet 1859, le journal disparaît encore, cette fois-ci pour cinq mois.
Le Gaulois reprend une publication régulière et illustrée à partir du 17 décembre 1859. À cette date, une société s'est formée entre Delvaille, Louveau et Philbert Joslé (d) pour l'exploitation commerciale du journal. Louveau remplace alors Raymond-Signouret en tant que gérant-responsable. Cependant, l'entente au sein de ce « triumvirat directorial » vole en éclats deux mois plus tard, à la suite d'un article de Delvaille sur George Sand, Louise Colet et Alfred de Musset. Après un procès entre Joslé et Delvaille d'une part, et Louveau d'autre part, la société est mise en liquidation dès la fin du mois de février 1860. Après cette décision de justice, Louveau quitte le journal et devient le rédacteur en chef du Diogène, où il est suivi par plusieurs collaborateurs du Gaulois. Son poste de gérant-responsable du Gaulois est par conséquent confié à Joslé.
Le 6 janvier 1861, l'ours du journal indique que les nouveaux directeurs du Gaulois sont Jean Dolent et Alfred Sirven (d). Ce dernier remplace Joslé en tant que gérant-responsable. La publication se poursuit ainsi jusqu'au 1er septembre 1861. Le journal vient alors d'être interdit de vente sur la voie publique et a même subi une descente de police. Sirven est en effet accusé d'avoir publié, dans le numéro du 4 août précédent, des articles à caractère politique (ce qui n'est autorisé que pour les journaux cautionnés) et dont le contenu est jugé bien trop critique à l'encontre du pouvoir. Le 7 novembre, Sirven est ainsi condamné à  deux mois de prison et 500 francs d'amende. Le tribunal ordonne également la suppression définitive du Gaulois.
Avec ses biographies de célébrités du moment illustrées de portraits-charges, Le Gaulois a été l'un des premiers magazines satiriques à pratiquer la formule qui fera le succès de titres tels que La Lune puis L'Éclipse dans les années 1860.

## Galerie

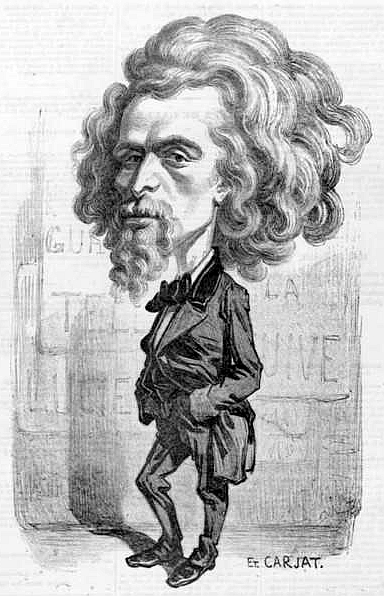
Antoine Renard, par Carjat (20 février 1858)
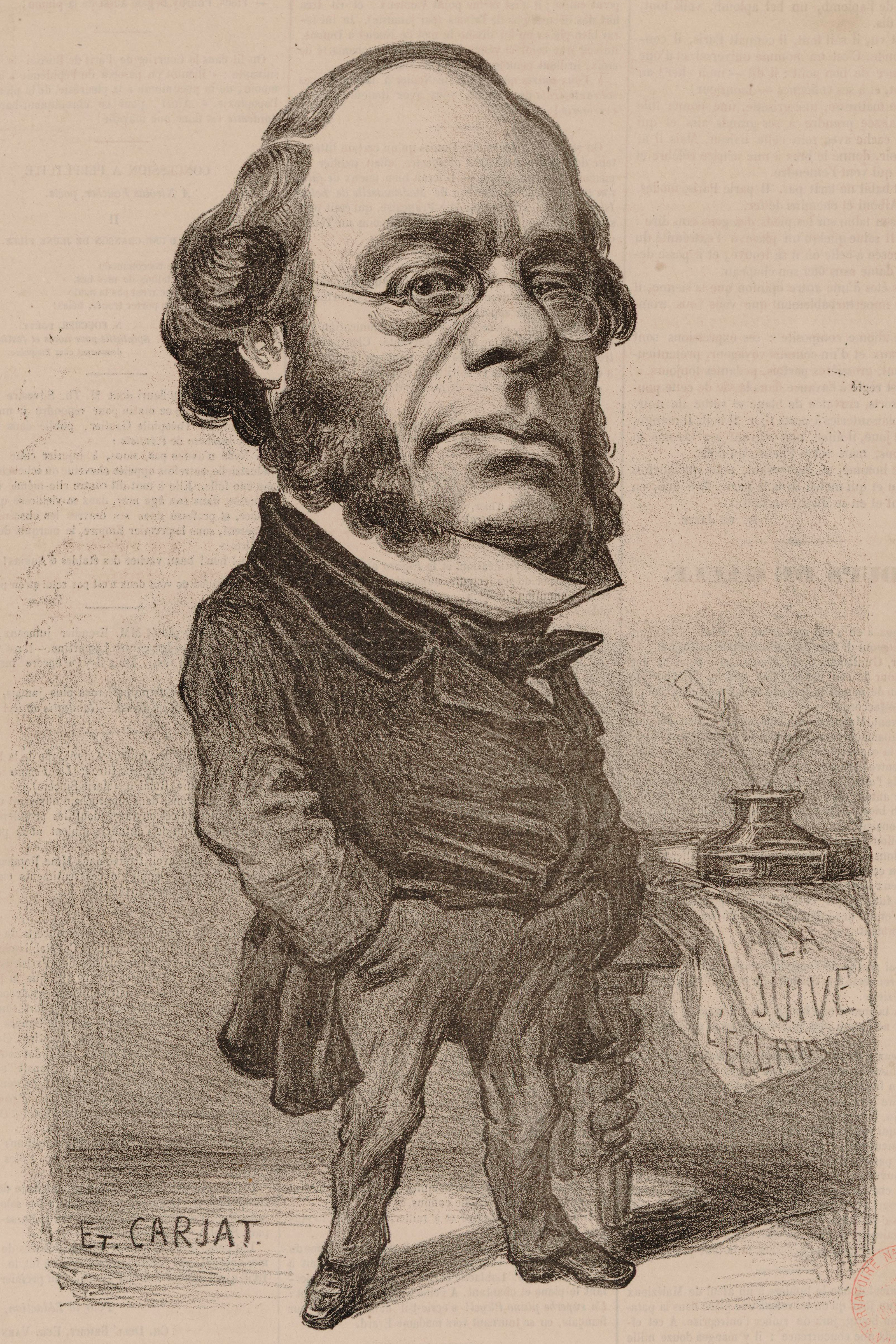
Fromental Halévy, par Carjat (27 février 1858)
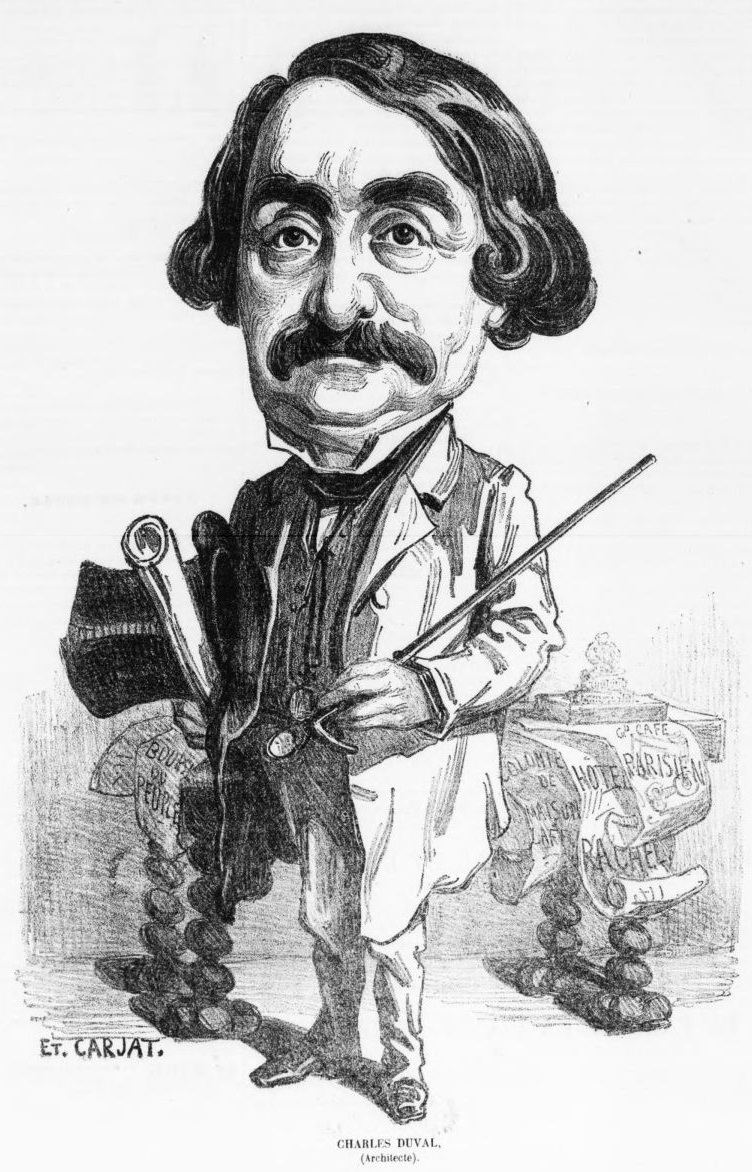
Charles Duval, par Carjat (13 mars 1858)
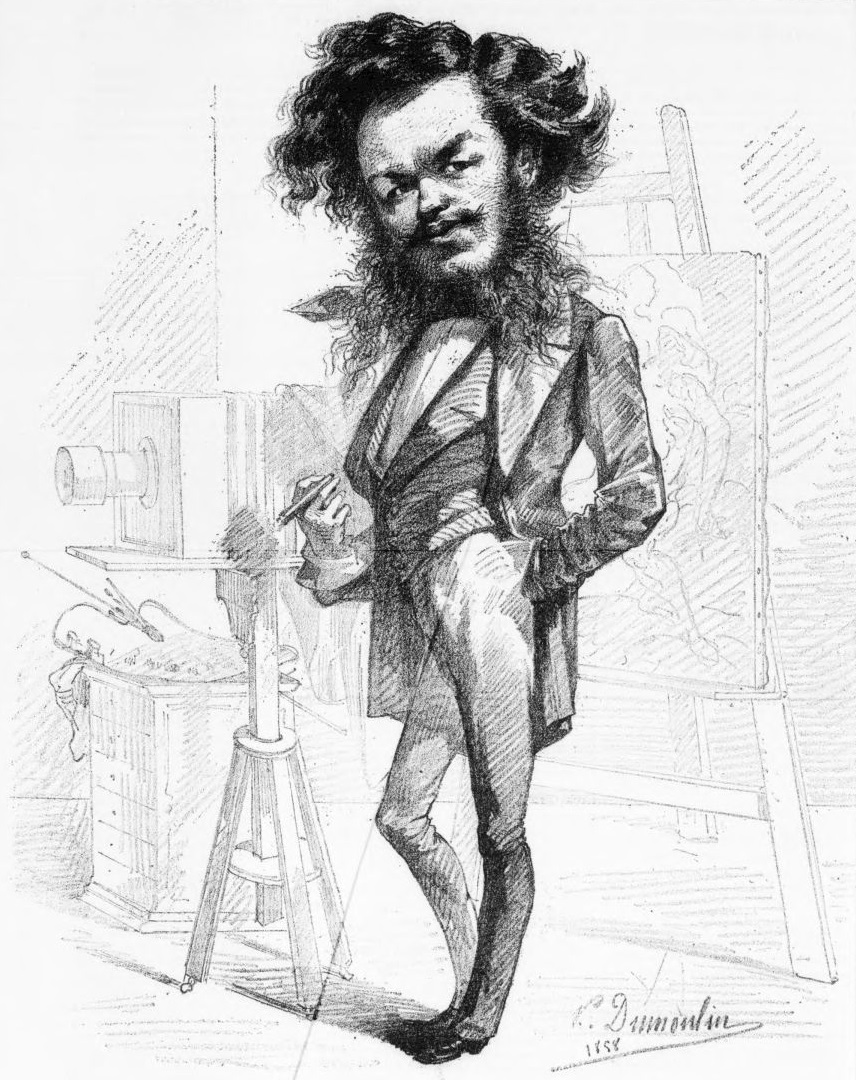
Adrien Tournachon, par Dumoulin (2 mai 1858)
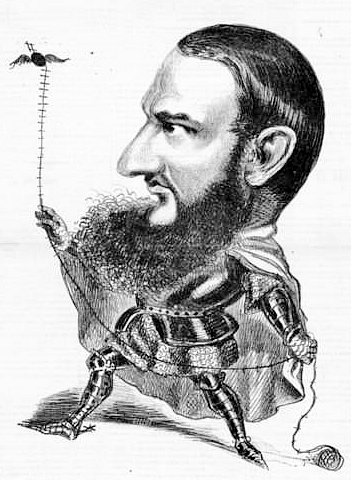
Enrico Tamberlick, par Hadol (9 mai 1858 et 10 avril 1859)
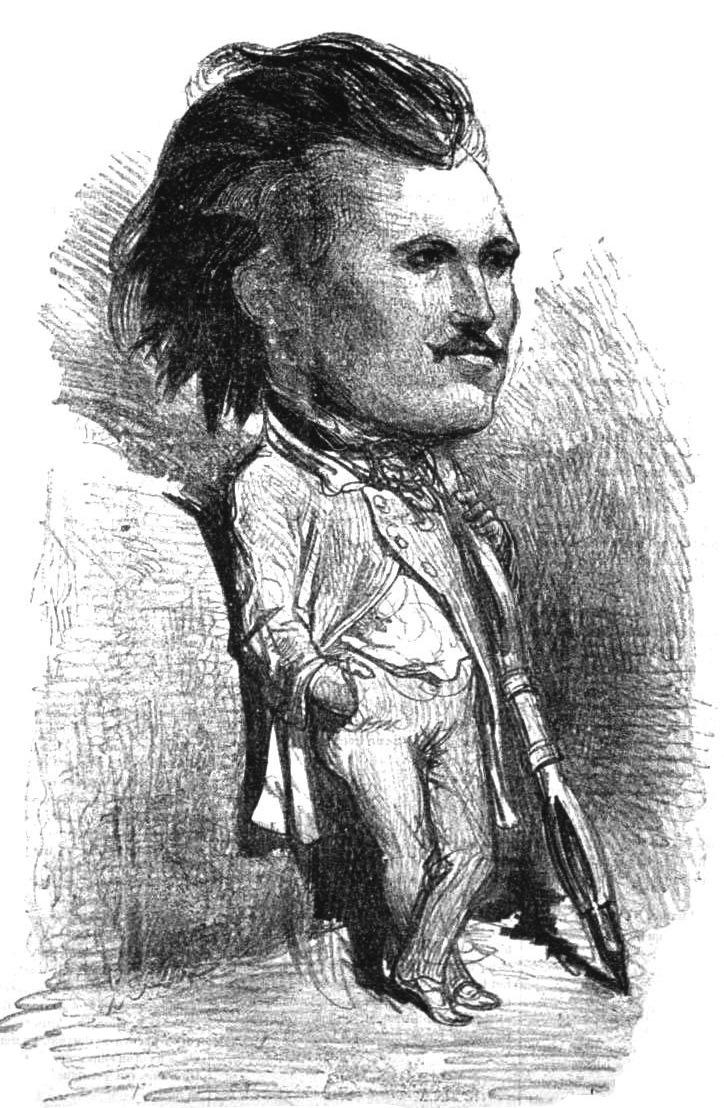
Gustave Doré, par lui-même (30 mai 1858)
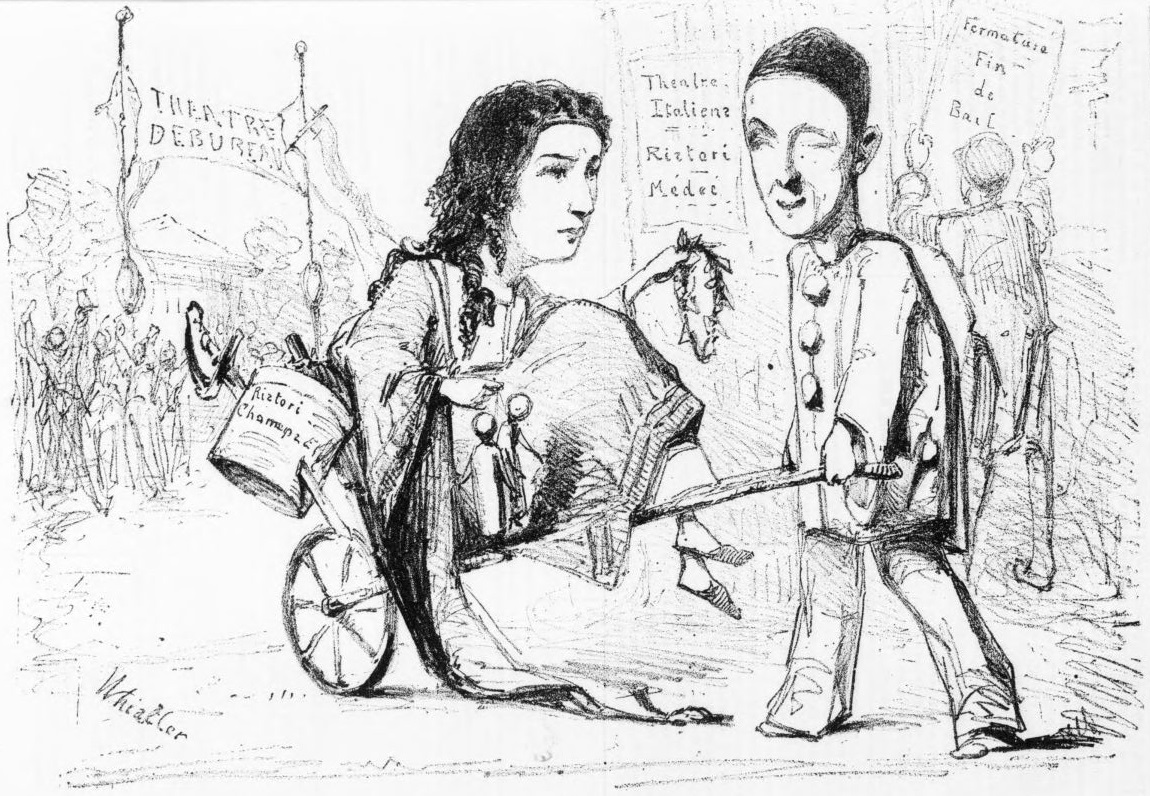
Adelaïde Ristori et Charles Deburau, par Whistler (13 juin 1858)
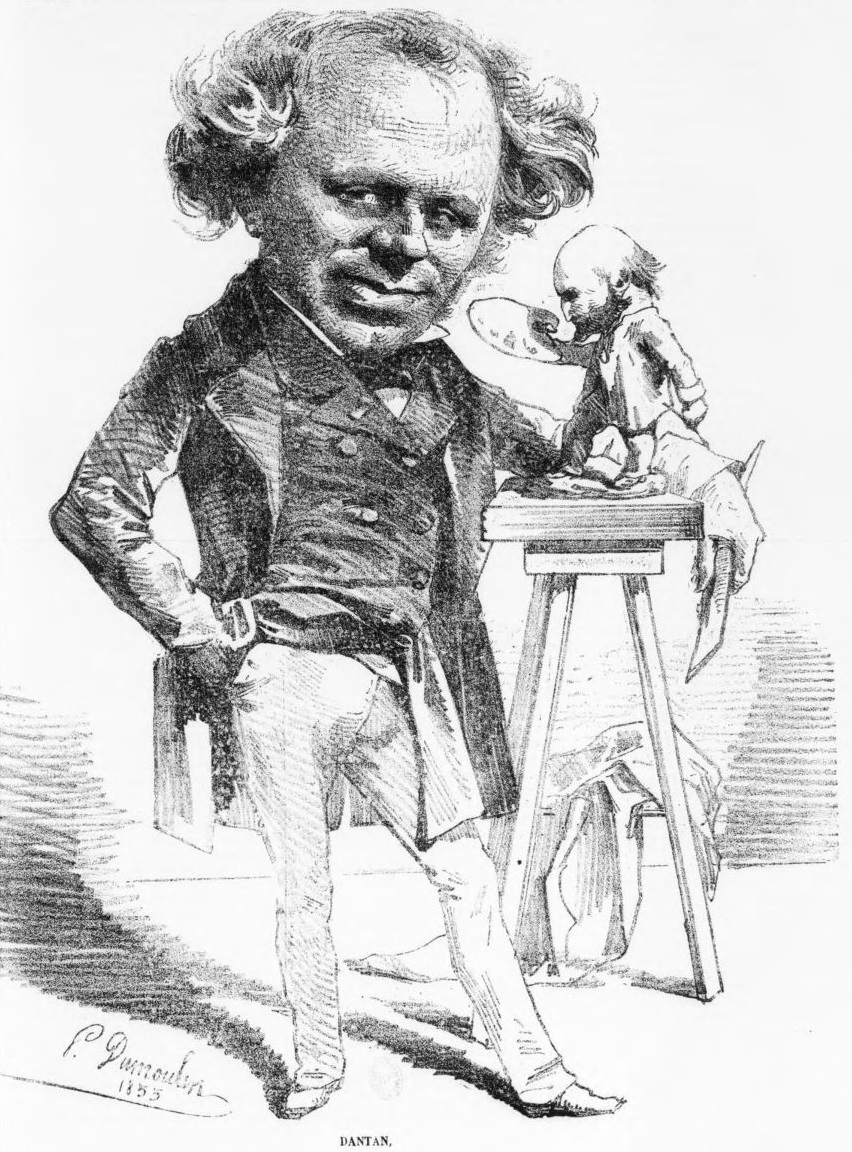
Dantan jeune par Dumoulin (20 juin 1858)
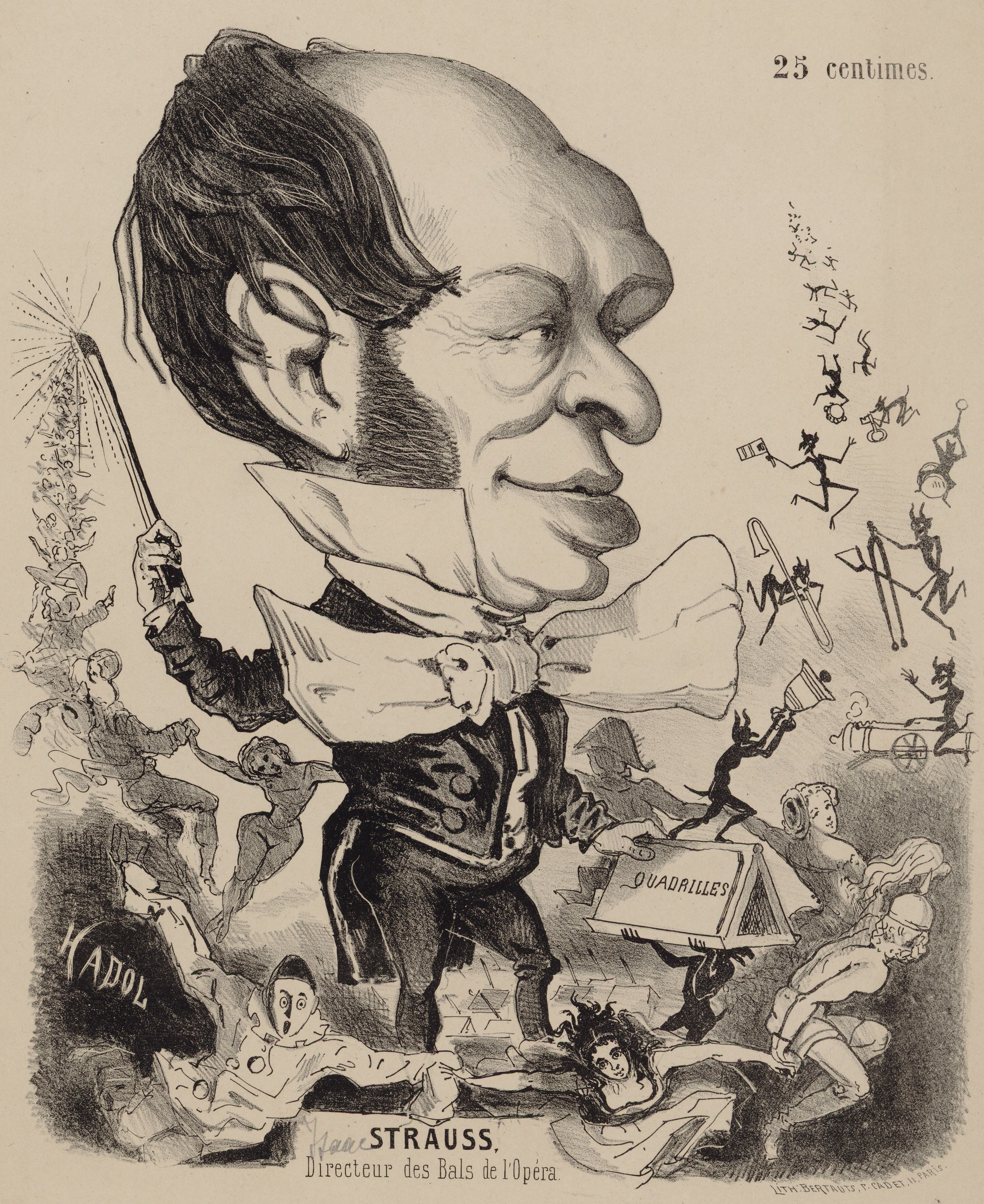
Isaac Strauss, par Hadol (12 décembre 1858)
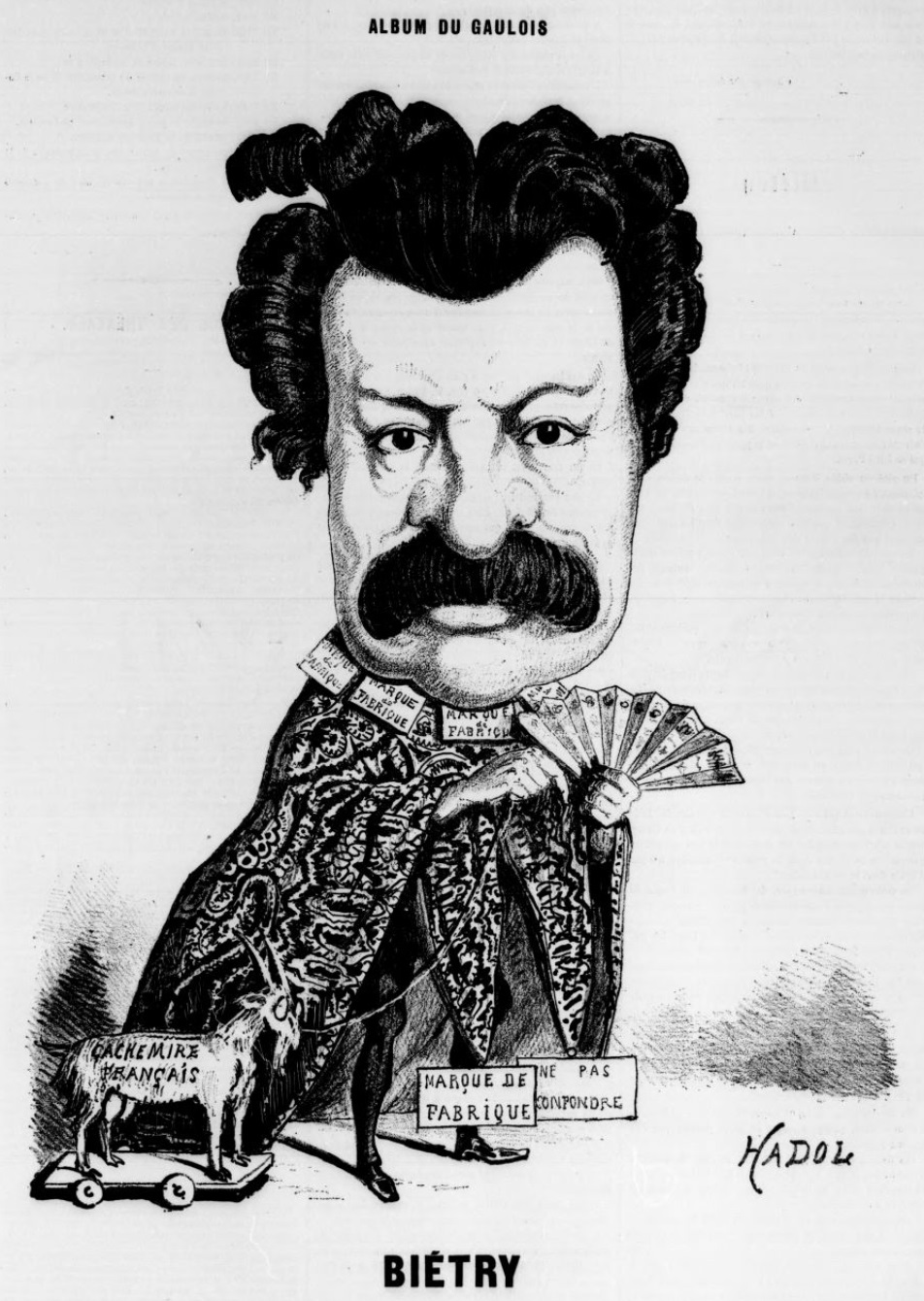
Laurent Biétry (d), par Hadol (23 janvier 1859)
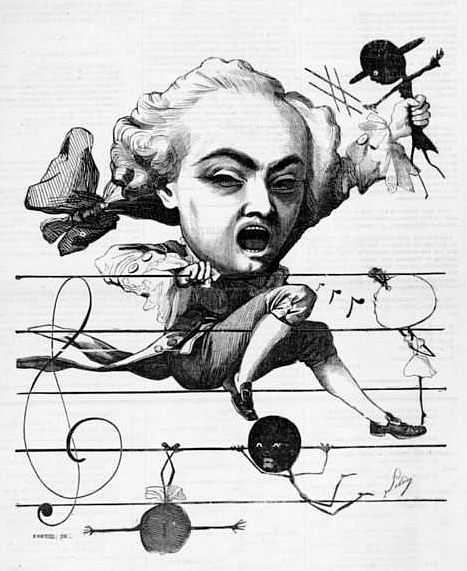
Achille-Félix Montaubry, par Lobrichon (26 décembre 1858)
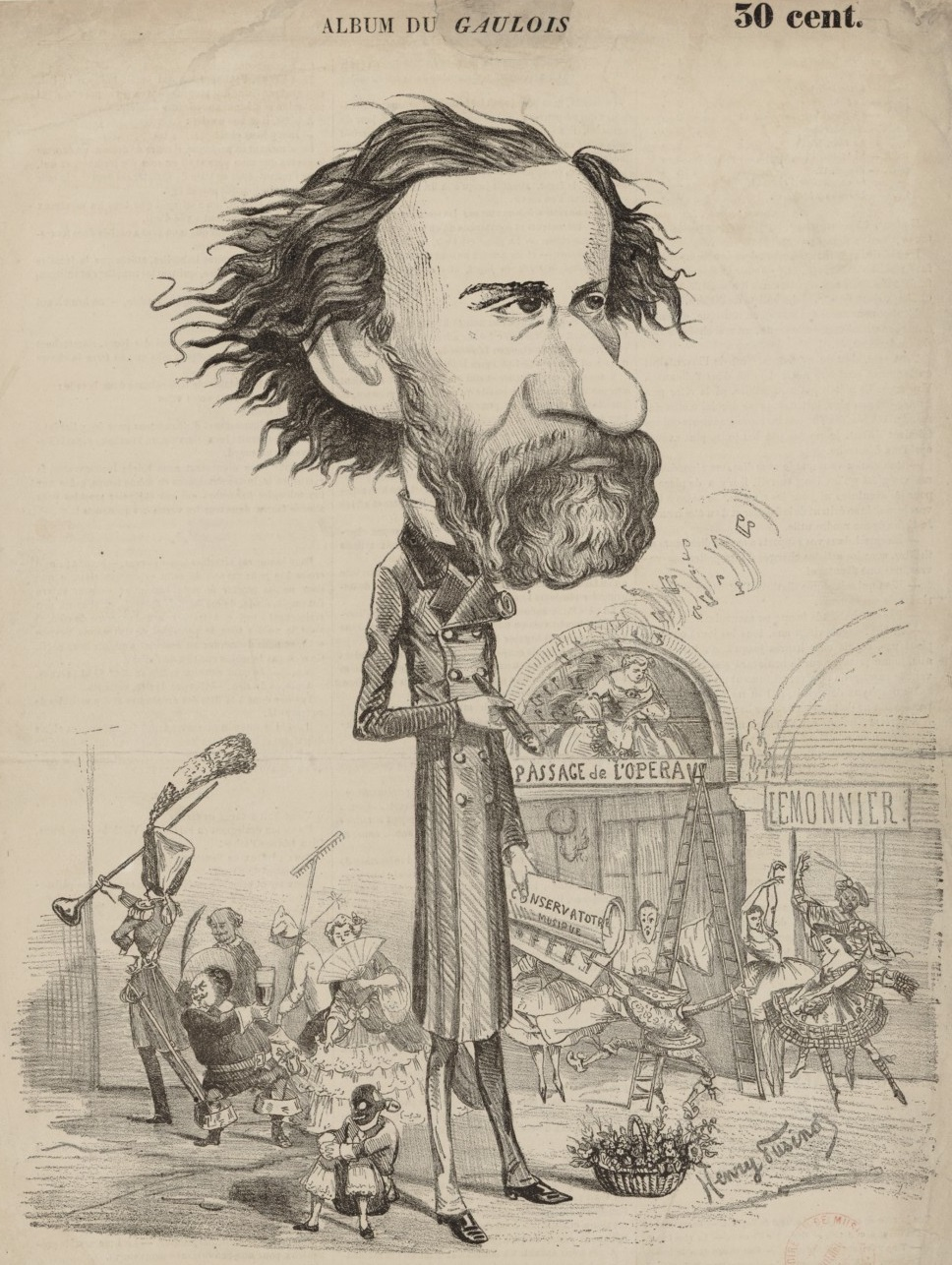
Ambroise Thomas, par Fusino (26 février 1860)
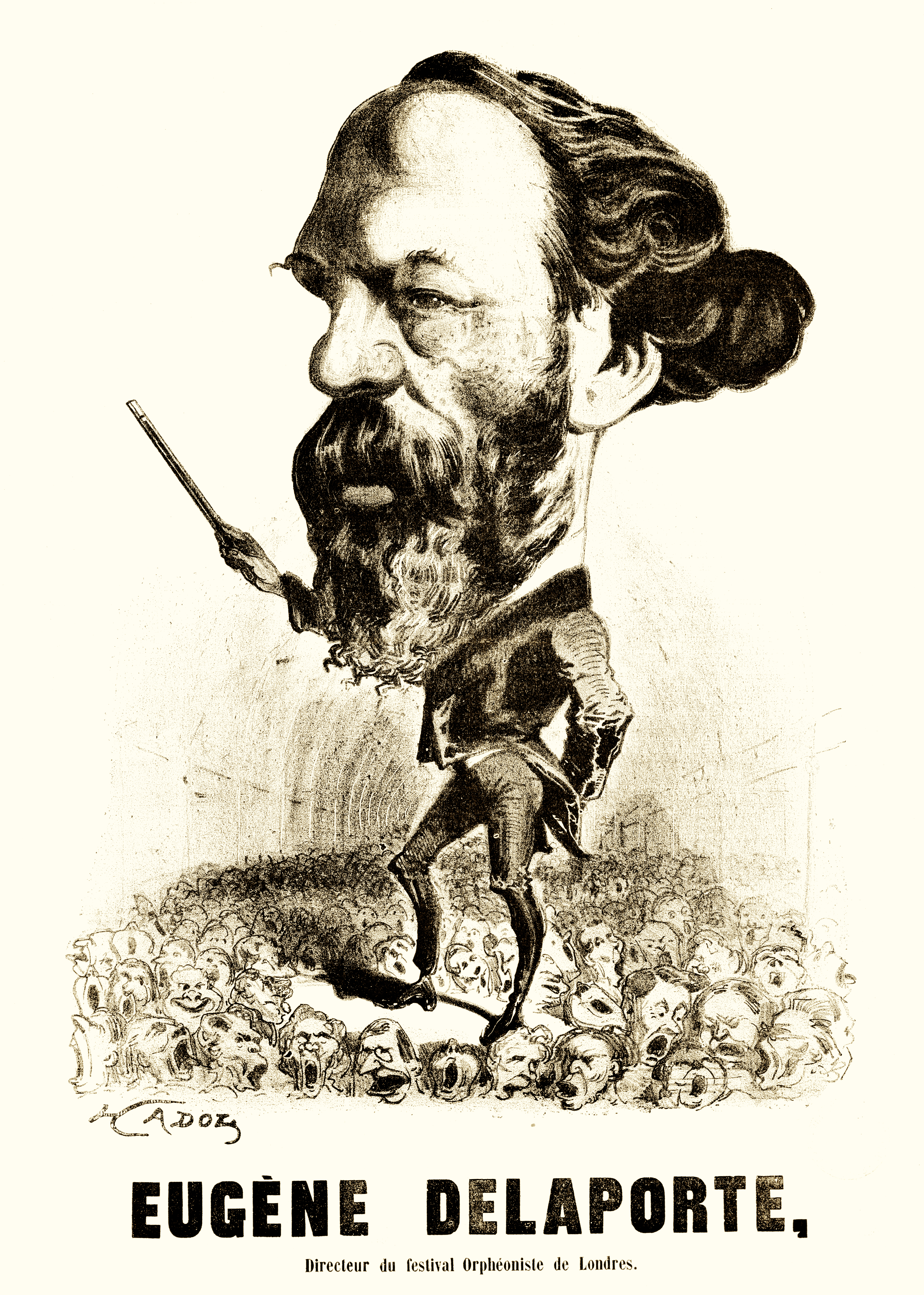
Eugène Delaporte, par Hadol (15 juillet 1860)
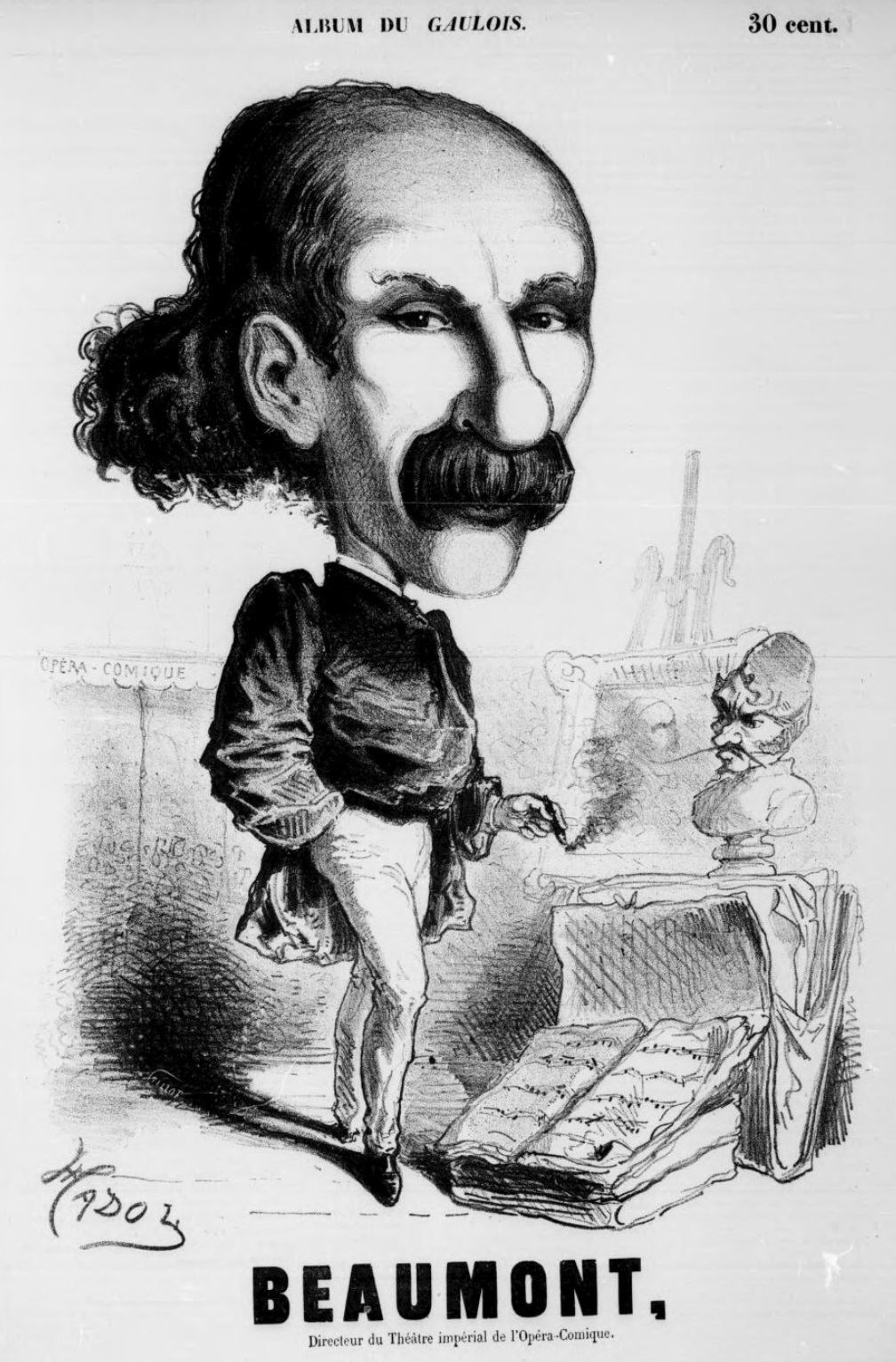
Alfred Beaumont, par Hadol (19 août 1860)
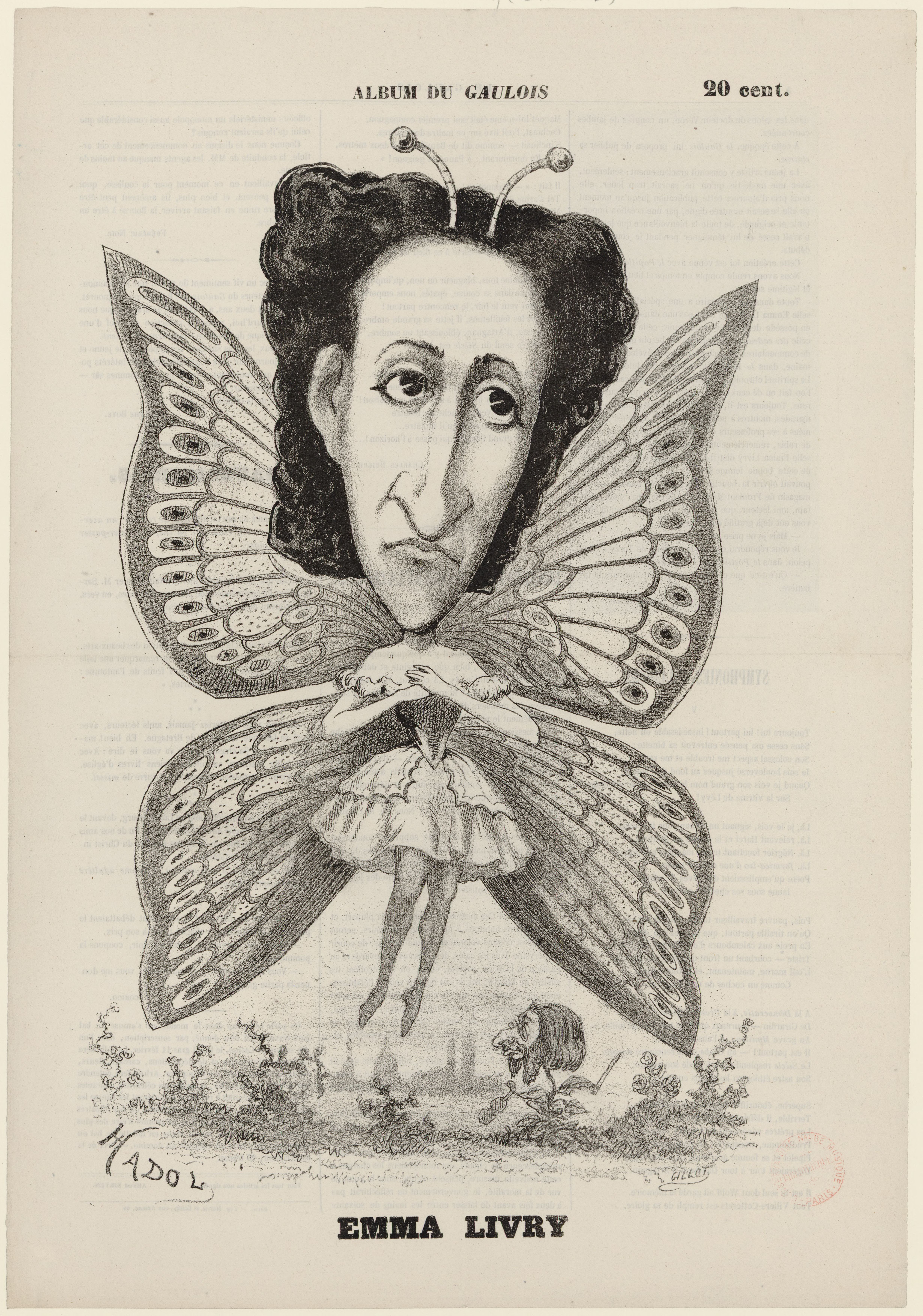
Emma Livry, par Hadol (3 février 1861)
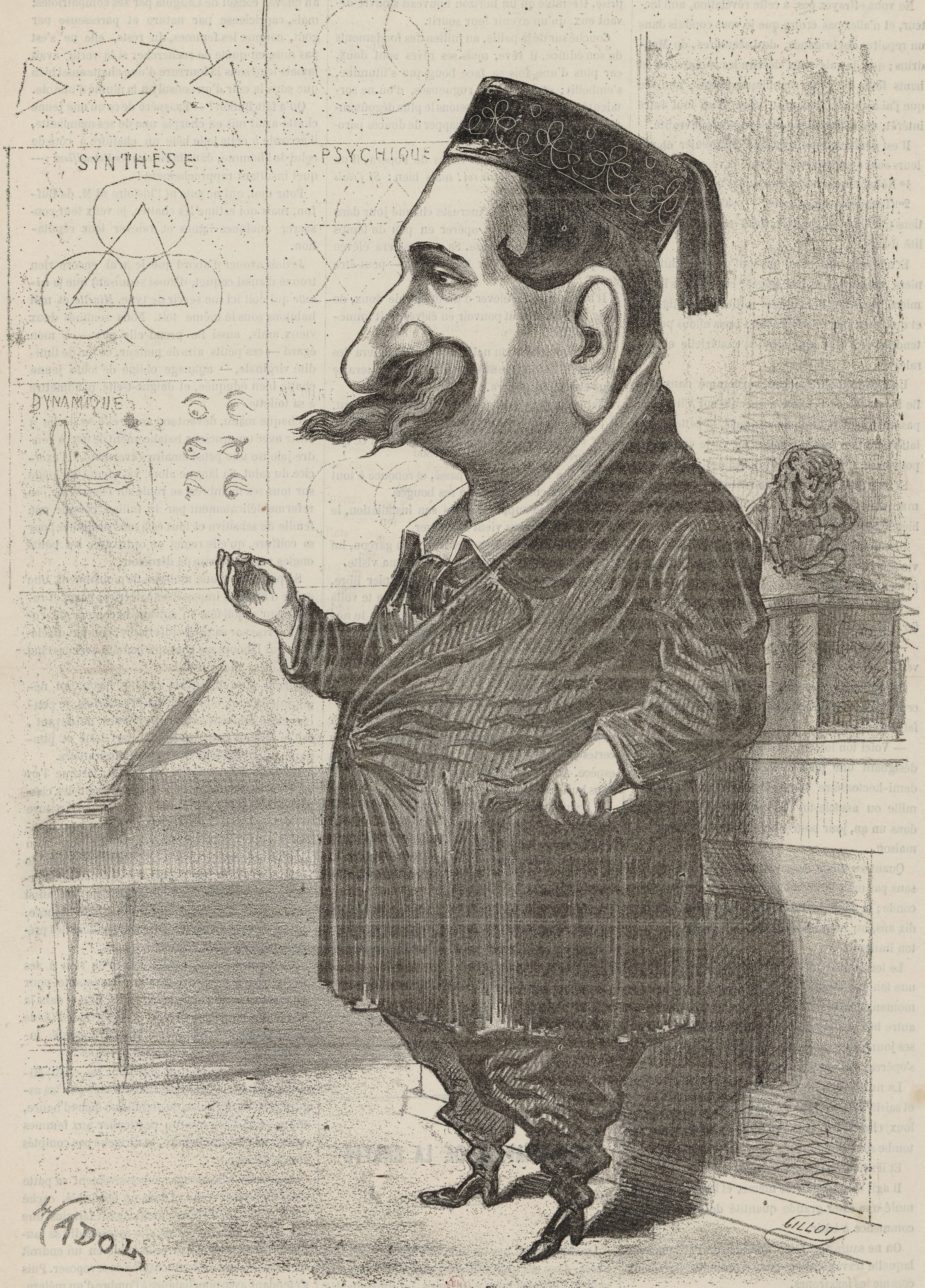
François Delsarte, par Hadol (24 février 1861)
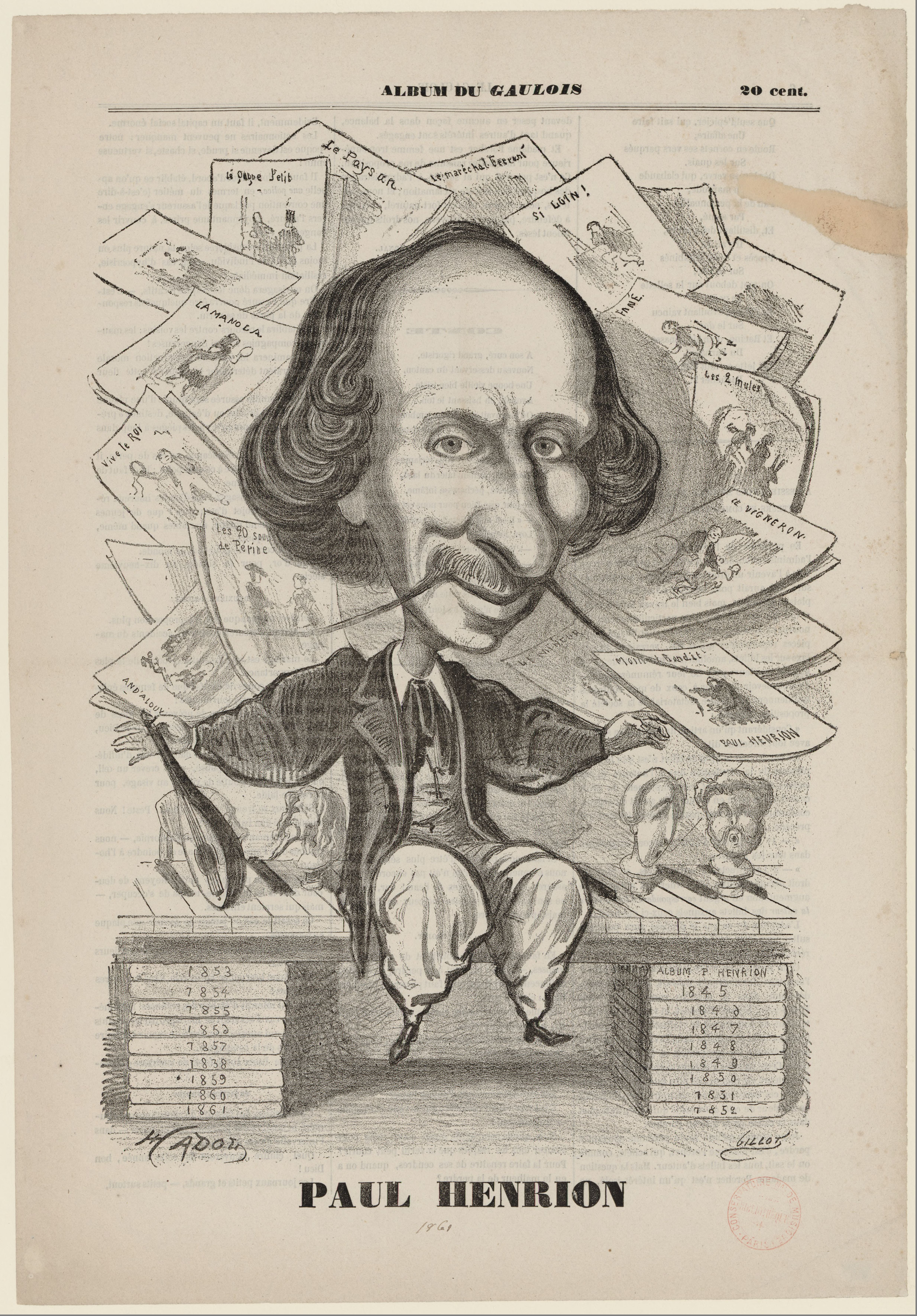
Paul Henrion, par Hadol (10 mars 1861)
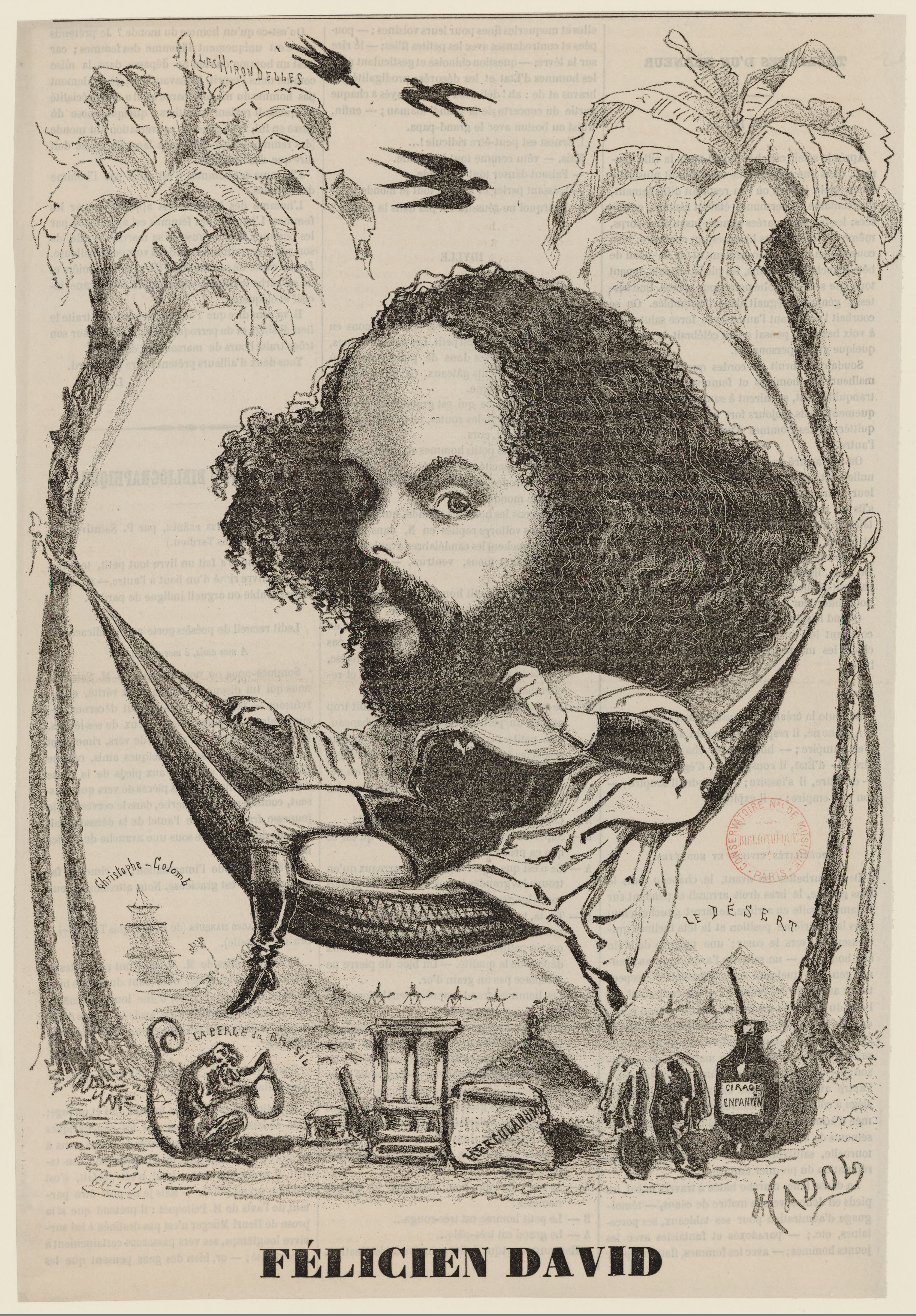
Félicien David, par Hadol (24 mars 1861)
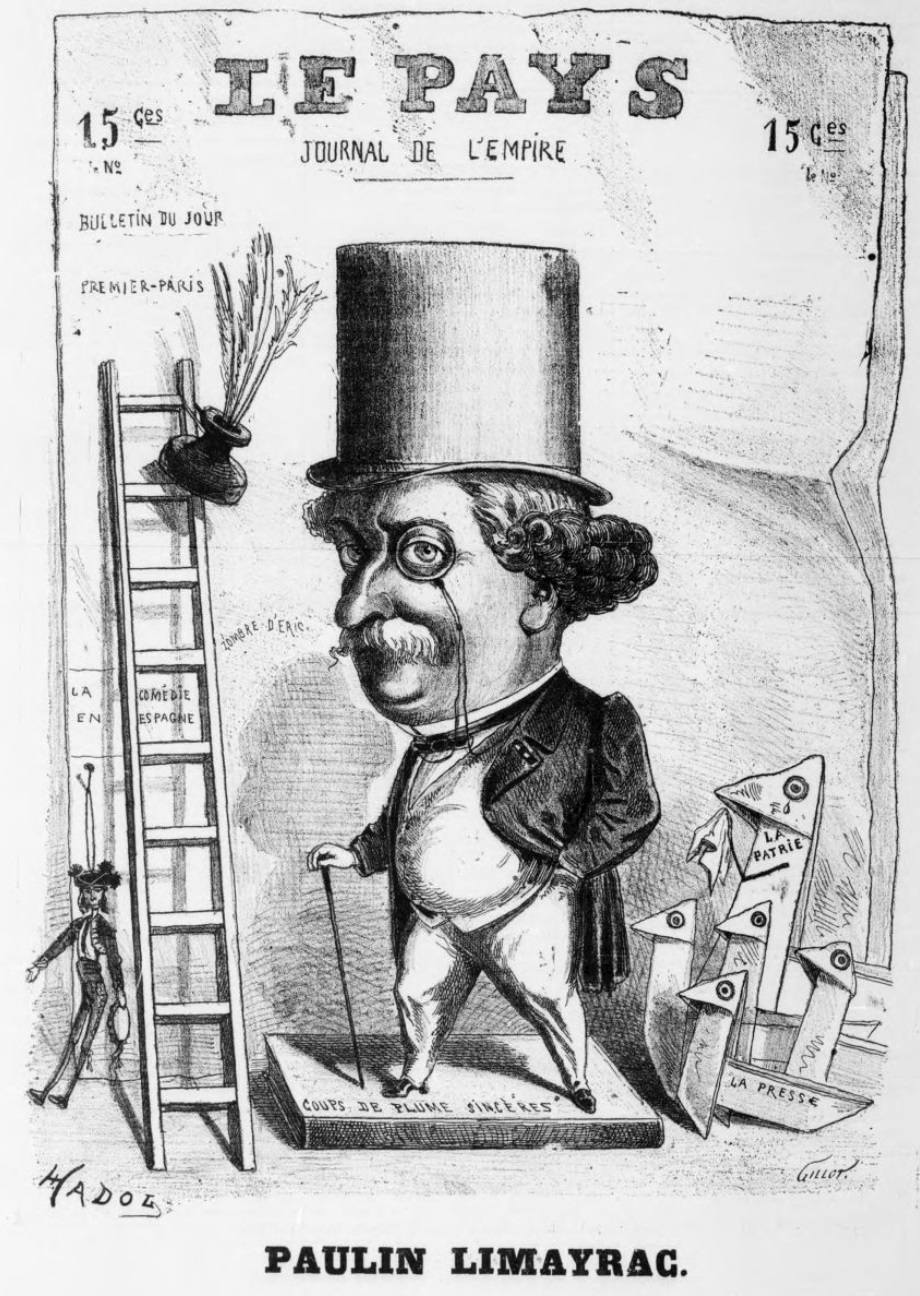
Paulin Limayrac, par Hadol (4 août 1861)

## Liste des caricatures
- 13 février 1858 : Edmond About, par Carjat
- 17 février 1858 : Jacques Offenbach, par Carjat
- 20 février 1858 : Antoine Renard, par Carjat
- 24 février 1858 : Jean-Marie Geoffroy, par Carjat
- 27 février 1858 : Fromental Halévy, par Carjat
- 3 mars 1858 : Gilbert Duprez, par Carjat
- 6 mars 1858 : Henri Lafontaine, par Carjat
- 10 mars 1858 : Mario Uchard, par Carjat
- 13 mars 1858 : Charles Duval, par Carjat
- 20 mars 1858 : Benoît Jouvin et Gustave Bourdin, par Carjat
- 28 mars 1858 : Adolphe Laferrière, par Carjat
- 4 avril 1858 : François-Auguste Gevaert, par Carjat
- 11 avril 1858 : Édouard Plouvier, par Carjat
- 18 avril 1858 : Paul Grassot, Frédérick Lemaître et Henry Monnier, par Durandeau
- 2 mai 1858 : Adrien Tournachon, par Dumoulin
- 9 mai 1858 : Enrico Tamberlick, par Hadol
- 16 mai 1858 : Auguste-Alphonse Meillet, par Hadol
- 23 mai 1858 : Frédéric Thomas, par Hadol
- 30 mai 1858 : Gustave Doré, par lui-même
- 13 juin 1858 : Adelaïde Ristori et Charles Deburau, par Whistler
- 20 juin 1858 : Dantan jeune, par Dumoulin
- 27 juin 1858 : Arsène Houssaye, par Giffard
- 4 juillet 1858 : Rédaction du Gaulois, par Grévin
- 11 juillet 1858 : Jules Moinaux, par Carjat
- 25 juillet 1858 : James Clemens Boswell (d), par Grévin
- 1er août 1858 : Lassagne et Charles Potier, par Grévin
- 15 août 1858 : Émile Deschamps, par Hadol
- 22 août 1858 : Paulin Ménier (d), par Grévin
- 29 août 1858 : Henry Murger, par Hadol
- 12 septembre 1858 : Philibert Audebrand, par Hadol
- 19 septembre 1858 : Philoxène Boyer, par Alexandre Piot-Normand (d)
- 3 octobre 1858 : Acteurs de Faust, par Hadol
- 10 octobre 1858 : Charles Philipon, par Grévin
- 24 octobre 1858 : Augustin Grisier et Georges Grisier, par Hadol
- 31 octobre 1858 : Auguste Villemot, par Hadol
- 14 novembre 1858 : Charles Chevalier, par Endrès
- 21 novembre 1858 : Louis Bouilhet, par Hadol
- 28 novembre 1858 : Gustave Aimard, par Lobrichon
- 12 décembre 1858 : Isaac Strauss, par Hadol
- 19 décembre 1858 : Roger de Beauvoir, par Endrès
- 26 décembre 1858 : Achille-Félix Montaubry, par Lobrichon
- 2 janvier 1859 : Louis Lurine, par Hadol
- 9 janvier 1859 : Pierre-Alfred Ravel et Mlle Brasseur, par Lionel Casimir Fabritzius (d)
- 23 janvier 1859 : Christian et Louis Raynard, par Lionel Casimir Fabritzius (d)
- 23 janvier 1859 : Laurent Biétry (d), par Hadol
- 29 janvier 1859 : Jules Michelet, par Lobrichon
- 5 février 1859 : Convives du 4e dîner du Gaulois, par Hadol
- 13 février 1859 : Moïse Polydore Millaud, par Hadol
- 20 février 1859 : Paul Siraudin, par Hadol
- 27 février 1859 : Octave Feuillet, par Lobrichon
- 13 mars 1859 : Edmond
- 3 avril 1859 : Jean-Louis-Auguste Commerson, par Hadol
- 10 avril 1859 : Enrico Tamberlick, par Hadol (déjà publié le 9 mai 1858)
- 17 avril 1859 : Lambert-Thiboust, par Hadol
- 24 avril 1859 : Giacomo Meyerbeer, par Hadol
- 1er mai 1859 : Jules Sandeau, par Lobrichon
- 8 mai 1859 : Joseph Darcier, par Hadol
- 17 décembre 1859 : Pierre Alexis de Ponson du Terrail, par Hadol
- 25 décembre 1859 : Jean-Baptiste Arban, par Hadol
- 1er janvier 1860 : Jules Léotard, par Hadol
- 8 janvier 1860 : Marie Laurent, par Hadol
- 15 janvier 1860 : Alphonse Karr, par Hadol
- 29 janvier 1860 : Hippolyte et Anatole Lionnet (d), par Giraud
- 5 février 1860 : Louis Jourdan, par Hadol
- 12 février 1860 : Jules Lovy, par Alexandre Piot-Normand (d)
- 19 février 1860 : Eugénie Doche, par Hadol
- 26 février 1860 : Ambroise Thomas, par Fusino
- 4 mars 1860 : Félix Solar, par Hadol
- 11 mars 1860 : Ernest Feydeau, par Hadol
- 18 mars 1860 : Edmond Got, par Hadol
- 25 mars 1860 : Joseph Poniatowski, par Hadol
- 1er avril 1860 : Hippolyte Tisserant, par Hadol
- 8 avril 1860 : Cham, par Hadol
- 22 avril 1860 : Paul Legrand, par Hadol
- 29 avril 1860 : René Luguet, Jules Brasseur et Gil-Pérès, par Hadol
- 6 mai 1860 : Alfred Musard (d), par Hadol
- 13 mai 1860 : Edmond et Jules de Goncourt, par Hadol
- 20 mai 1860 : Émile de Girardin, par Hadol
- 27 mai 1860 : Saint-Marc Girardin, par Grévin
- 3 juin 1860 : Adolphe Leclère, par Carjat
- 10 juin 1860 : Eugène Muller (d), par Carjat
- 17 juin 1860 : Charles Bataille, par Carjat
- 24 juin 1860 : Charles de Chilly, par Hadol
- 1er juillet 1860 : Casimir Romand, par Carjat
- 15 juillet 1860 : Eugène Delaporte, par Hadol
- 22 juillet 1860 : Charles Pérey, par Bayard
- 5 août 1860 : Charles Lachaud, par Carjat
- 19 août 1860 : Alfred Beaumont, par Hadol
- 26 août 1860 : Jean-Baptiste Provost, par Carjat
- 2 septembre 1860 : Gustave Vapereau, par Hadol
- 9 septembre 1860 : Jules Noriac, par Bayard
- 16 septembre 1860 : Auguste Parade, par Hadol
- 23 septembre 1860 : Léon Espinosa, par Hadol
- 30 septembre 1860 : Pierre-Eugène Grenier, par Hadol
- 7 octobre 1860 : Lacressonnière, par Hadol
- 14 octobre 1860 : Charles de La Rounat, par Hadol
- 21 octobre 1860 : Jules Benedict, par Hadol
- 28 octobre 1860 : Charles Monselet, par Hadol
- 4 novembre 1860 : Pierre Petit, par Hadol
- 11 novembre 1860 : Adolphe Dupuis, par Bayard
- 18 novembre 1860 : Alexandre-François Debain, par Hadol
- 25 novembre 1860 : Charles-Emmanuel Ribes, par Carjat
- 2 décembre 1860 : Prosper Bressant, par Carjat
- 9 décembre 1860 : Karoly (Caroline Duveau), par Hadol
- 16 décembre 1860 : Paul Siraudin, par Hadol (déjà publié le 20 février 1859)
- 23 décembre 1860 : Henri Lafontaine, par Fusino
- 30 décembre 1860 : Charles-Amable Battaille, par Bayard
- 6 janvier 1861 : Édouard Jenneval (Jean-Charles Lemoine), par Hadol
- 13 janvier 1861 : Étienne Mélingue, par Hadol
- 20 janvier 1861 : Félix Cellerier, par Hadol
- 27 janvier 1861 : Joseph Samson, par Hadol
- 3 février 1861 : Emma Livry, par Hadol
- 10 février 1861 : Arsène Houssaye, par Hadol
- 17 février 1861 : François-Joseph Regnier, par Hadol
- 24 février 1861 : François Delsarte, par Hadol
- 3 mars 1861 : Paul Féval, par Hadol
- 10 mars 1861 : Paul Henrion, par Hadol
- 17 mars 1861 : Nadar, par Hadol
- 24 mars 1861 : Félicien David, par Hadol
- 31 mars 1861 : Ernest Legouvé, par Hadol
- 7 avril 1861 : Convives du 6e dîner du Gaulois, par Hadol
- 14 avril 1861 : Adelaïde Ristori, par Hadol
- 28 avril 1861 : Auguste Vacquerie, par Hadol
- 12 mai 1861 : Adolphe Guéroult, par Hadol
- 19 mai 1861 : Gustave Courbet, par Hadol
- 26 mai 1861 : Jean-Léon Gérôme, par Hadol
- 2 juin 1861 : Adolphe Yvon, par Hadol
- 9 juin 1861 : José Dupuis, par Hadol
- 16 juin 1861 : Hippolyte Bellangé, par Hadol
- 23 juin 1861 : Paul Baudry, par Hadol
- 7 juillet 1861 : Dantan jeune, par Hadol
- 14 juillet 1861 : Charles Cordier, par Hadol
- 21 juillet 1861 : Bocage, par Hadol
- 28 juillet 1861 : Victorien Sardou, par Hadol
- 4 août 1861 : Paulin Limayrac, par Hadol
- 11 août 1861 : Eugène-Auguste Colbrun, par Hadol
- 18 août 1861 : Alcide Pierre Grandguillot (d), par Bonnard
- 25 août 1861 : Alphonsine, par Hadol
- 1er septembre 1861 : Auguste Nefftzer, par Hadol

## Collaborateurs
- Ernest Adam[10]
- Gustave Aimard[17]
- Théodore de Banville[18]
- François Barrillot[17]
- Charles Bataille[3]
- Émile Bayard[1]
- Léon Beauvallet[17]
- Roger de Beauvoir[17]
- Ernest Blum[17]
- Bonnard[1]
- Justin Bouisson[18]
- Philoxène Boyer[18]
- A. Brassard (ou Brossard)[1]
- Charles Brierre[18]
- Charles Cabrol (Charles de Lorbac (d))[10]
- Étienne Carjat[3]
- Charles Charpentier[18]
- Victor Cochinat[19]
- François Coppée (Une jolie femme, Michel David)[20]
- Léo Delibes[21]
- Camille Delvaille (Charles Dell'Bricht[3], Gérard)[22]
- Alfred Delvau[17]
- Jules Denizet (d)[17] (O'Brenn)
- Desandré-Leydier[19]
- Émile Deschamps[18]
- Charles Desforges de Vassens[17]
- E. Destouches[10]
- Georges Détouche[18]
- Jean Dolent[14]
- Gustave Doré (pour un autoportrait-charge)[17]
- Jean Duboys[17]
- Paul Dumoulin[1]
- Émile Durandeau[17]
- Henri Emy (d) (Telory)[1]
- Endrès[1]
- Emmanuel des Essarts[18]
- Lionel Casimir Fabritzius (d)[17]
- Alexandre Flan[18]
- Régulus Fleury[21]
- Frayssinaud (Bostvigier)[10]
- Sauveur Galéaz[2]
- F. Giffard[1]
- Eugène Giraud[1]
- Albert Glatigny[10]
- Achille Gleizes (d)[17]
- Alfred Grévin[17]
- Édouard Guillot[2]
- Paul Hadol[17]
- Severiano de Heredia[17]
- Louis Jacquier[18]
- Maurice de Jarzé[18]
- Henry Johnson (Henry Fusino)[1]
- Charles Joliet[2]
- Philbert Joslé (d)[10]
- Kertz[18]
- Octave Lacroix[3] (Noll)[23]
- Anatole Le Guillois[17]
- Timoléon Lobrichon (Lobrich)[17]
- Charles Louveau (d) (Eugène Varner)[3]
- Paul Mahalin[21]
- Octave Marilly[19]
- Massenet de Marancourt (Max de Maran)[10]
- Louis Morel-Retz (Stop)[1]
- Eugène Muller (d)[17]
- Paul Nanteuil[18]
- Gustave Naquet[19]
- Charles de Nugent (d)[17]
- Théodore Pelloquet[10]
- Paul Perret[19]
- Pierre Petit[17]
- Alexandre Piot-Normand (d)[17]
- Édouard Plouvier[18]
- Ferdinand Pouyadou[17]
- Mario Proth[17]
- Paul Raimbault[21]
- Alexandre Raymond (Raymond de Breilh)[18]
- Paul Raymond-Signouret (d)[17]
- Armand Renaud[19]
- Émile Renaud[19]
- Antoine Révillon[3]
- Amédée Rolland[3]
- Francis de Saint-Lary[18]
- Félix Savard (d)[19]
- Alfred Sirven (d)[14]
- Lambert-Thiboust[18]
- Charles Vincent[10]
- Loudolphe de Virmont[19]
- James Abbott McNeill Whistler[18]
- Eugène Woestyn[17]
- Albert Wolff[17]